# Glenvil Hall
William George Glenvil Hall (ur. 4 kwietnia 1887, zm. 13 października 1962) – brytyjski polityk Partii Pracy, deputowany Izby Gmin.

## Działalność polityczna
W okresie od 30 maja 1929 do 27 października 1931 reprezentował okręg wyborczy Portsmouth Central, a od 27 lipca 1939 do śmierci 13 października 1962 reprezentował okręg wyborczy Colne Valley w brytyjskiej Izbie Gmin.  Od 1945 do 1950 był też finansowym sekretarzem skarbu w pierwszym rządzie premiera Attleego.